# Toshinobu Saito
Toshinobu Saito –en japonés, 齋藤登志信, Saito Toshinobu– (8 de noviembre de 1972) es un deportista japonés que compitió en ciclismo en la modalidad de pista. Ganó una medalla de plata en el Campeonato Mundial de Ciclismo en Pista de 1990, en la prueba de tándem.

## Medallero internacional
| Campeonato Mundial | Campeonato Mundial | Campeonato Mundial | Campeonato Mundial |
| Año                | Lugar              | Medalla            | Competición        |
| ------------------ | ------------------ | ------------------ | ------------------ |
| 1990               | Maebashi (Japón)   | Medalla de plata   | Tándem (A)         |